# Eliza Buceschi
Eliza-Iulia Buceschi (1 de agosto de 1993) é uma handebolista profissional romena.

## Carreira
Eliza Buceschi representou a Seleção Romena de Handebol Feminino nos Jogos Olímpicos de Verão de 2016, que terminou em 9º lugar.